# 타니 마리카
타니 마리카(谷 真理佳,たに まりか, 1996년 1월 5일 - )는 일본 여성 아이돌 그룹 전 SKE48의 멤버이다.

## 개요
- 전 SKE48 팀E 멤버 제스트 소속.
- 친구: 전 AKB48 나카니시 치요리 - 중학교동창